# Parallelia lateritica
Parallelia lateritica är en fjärilsart som beskrevs av Holloway 1979. Parallelia lateritica ingår i släktet Parallelia och familjen nattflyn. Inga underarter finns listade i Catalogue of Life.